# Biserica „Sfântul Dumitru” - de Piatră din Gherghița
Biserica „Sfântul Dumitru” - de Piatră din Gherghița este un monument istoric aflat pe teritoriul satului Gherghița, comuna Gherghița. În Repertoriul Arheologic Național, monumentul apare cu codul 133438.